# Hans Beskow (museiman)
Hans Henric Nicolaus Beskow, född 20 februari 1909 i Lindesberg, död 28 februari 1986, var en svensk museiman. Han var brorson till Maja Beskow. 
Beskow, som var son till advokat John Beskow och Annie Malmberg, avlade studentexamen i Uppsala 1930, blev filosofie kandidat vid Stockholms högskola 1940, filosofie licentiat 1946 och filosofie doktor 1954. Han var anställd på Nordiska museet 1935–1939, amanuens på Gävle museum 1940–1941, amanuens hos Västerbottens läns hembygdsförening och tillförordnad intendent för Umeå museum 1942–1946, landsantikvarie i Norrbottens län och intendent för Norrbottens museum i Luleå 1946–1961, förste antikvarie på Stockholms stadsmuseum 1961–1973 och byråchef där 1973–1974. Utöver nedanstående skrifter författade han historiska och kulturhistoriska artiklar om främst Norrland.